# Morten Ask
Morten Ask (ur. 14 maja 1980 w Oslo) – norweski hokeista, reprezentant Norwegii, olimpijczyk.

## Kariera
- Furuset IF (1997–1998)

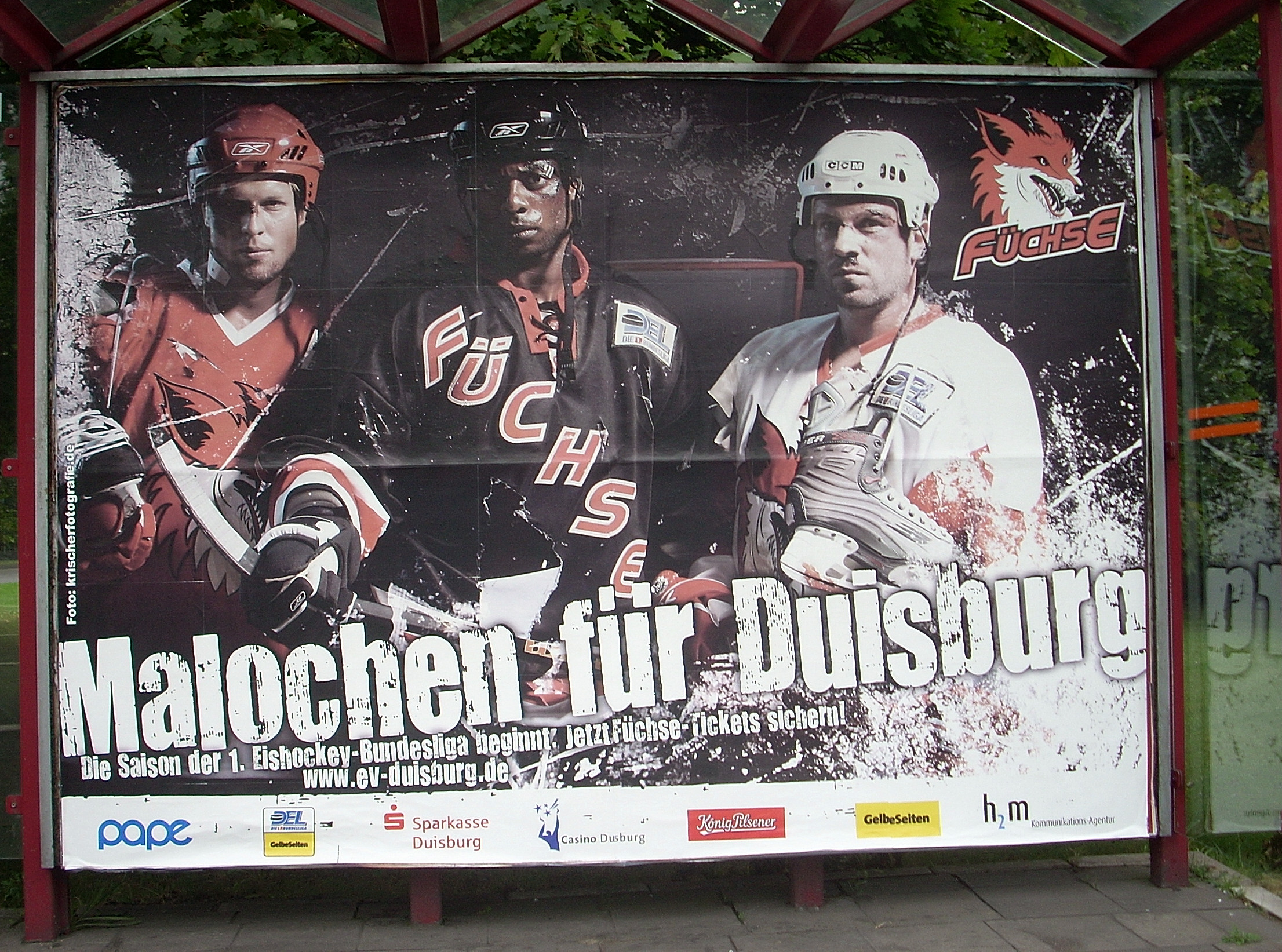
Morten Ask (pierwszy z lewej) promujący drużynę Füchse Duisburg (2008). W środku Jean-Luc Grand-Pierre, z prawej Aleksandr Sieliwanow

- Vålerenga Oslo (1998–2002)
- Laredo Bucks (2002–2003)
- Toledo Storm (2003–2004)
- Las Vegas Wranglers (2004)
- Vålerenga Oslo (2004–2005)
- SaiPa (2005–2006)
- Djurgårdens IF (2006–2007)
- Füchse Duisburg (2007–2008)
- Nürnberg Ice Tigers (2009–2010)
- Vålerenga Oslo (2010–2011)
- Sparta Praga (2011)
- Lørenskog IK (2011)
- HV71 (2011–2012)
- Vålerenga Oslo (od 2012)

Do 2012 zawodnik szwedzkiego klubu HV71.
Uczestniczył w turniejach mistrzostw świata w 2001, 2002, 2005, 2006, 2007, 2008, 2009, 2011, 2012, 2013, 2014, 2015, 2016 oraz zimowych igrzysk olimpijskich 2014.

## Sukcesy
Klubowe
- Złoty medal mistrzostw Norwegii: 1999, 2001, 2005 z Vålerengą

Indywidualne
- Mistrzostwa Świata w Hokeju na Lodzie 2005 Dywizja I Grupa B:
  - Pierwsze miejsce w klasyfikacji strzelców turnieju: 6 goli
  - Pierwsze miejsce w klasyfikacji asystentów turnieju: 6 asyst
  - Pierwsze miejsce w klasyfikacji kanadyjskiej turnieju: 12 punktów
- Pierwszy zawodnik norweski w fińskich rozgrywkach SM-liiga: 2006
- Mistrzostwa Świata w Hokeju na Lodzie 2008/Elita:
  - Jeden z trzech najlepszych zawodników reprezentacji na turnieju
- Mistrzostwa Świata w Hokeju na Lodzie 2012/Elita:
  - Piąte miejsce w klasyfikacji asystentów turnieju: 11 asyst
- Mistrzostwa Świata w Hokeju na Lodzie 2014/Elita:
  - Jeden z trzech najlepszych zawodników reprezentacji na turnieju[2]